# Разящий (эсминец, 1907)
«Разящий» — эскадренный миноносец проекта 1904 года (тип «Деятельный»), построенный для Российского Императорского флота к 1907 году.

## История
30 сентября 1904 года Невский судостроительный и механический завод получил наряд на постройку восьми миноносцев. Заказ был сделан на кредиты, выделенные Морским ведомством, по проекту английской фирмы «Ярроу».
Миноносец «Разящий» 15 апреля 1905 года был зачислен в списки кораблей Балтийского флота, в тот же день был заложен на судоверфи. 17 сентября 1906 года был спущен на воду, но вступил в строй только 14 апреля 1908 года.
До 10 октября 1907 года «Разящий» классифицировался как миноносец.
В период с 1909 по 1910 годы командиром на «Разящем» был капитан-лейтенант Георгий Оттович Гадд.
В 1914 году «Разящий» проходил капитальный ремонт главных и вспомогательных механизмов (с заменой трубок в котлах) на Сандвикском механическом заводе в Гельсингфорсе (сейчас — Хельсинки).
Во время Первой мировой войны «Разящий» участвовал в обороне Рижского залива. Занимался эскортированием, прикрытием минно-заградительных операций, противолодочной обороной главных сил флота.
С 8 по 21 августа 1915 года участвовал в Ирбенской операции (немецкие силы в составе 7 линкоров, 6 крейсеров, 24 эсминцев и 14 тральщиков пытались прорваться в Рижский залив через Ирбенский пролив, им противостояли линкор «Слава», канонерские лодки «Грозящий», «Храбрый», «Сивуч», минный заградитель «Амур», 16 эсминцев и дивизион подводных лодок), а с 12 по 19 октября 1917 года в Моонзундской операции. Затем «Разящий» принимал участие в февральской революции, и 7 ноября 1917 года вошёл в состав Красного Балтийского флота.
12 апреля 1918 года из-за невозможности проводки во льдах, эсминец «Разящий» был оставлен в Гельсингфорсе, где был интернирован германским командованием.
С 5 по 7 мая 1918 года, согласно заключённым Брестским договором и Гангеуддским соглашением, был переправлен в Кронштадт. С мая 1918 года находился в Кронштадтском военном порту на долговременном хранении.
21 апреля 1921 года «Разящий» вошёл в состав Морских сил Балтийского моря, а в 1924 году сдан Комгосфондам для реализации. Эсминец «Разящий» исключён из состава РККФ 21 ноября 1925 года .

## Вооружение
- Главный калибр: Два 75-мм орудия;
- Шесть 7,62-мм пулемёта;
- Два 457-мм торпедных аппарата;
- 18 мин заграждения.